# 蟒岭
蟒岭是陕西省商洛市自西北向东南走向的秦岭一条支脉，是洛河与丹江的分水岭。

## 概况
蟒岭是洛南县与商州区、丹凤县、商南县的界岭，北陡南缓。